# Kabah (banda)
Kabah é uma banda mexicana pop, formada em 1992 e desmembrada em 2005. Ficaram conhecidos no Brasil pela trilha de abertura da versão mexicana da novela "Amiga e Rivais", e ao fazer uma breve aparição em "Rebelde", no episódio 195, cantando "La calle de las sirenas". No ano de 2014 se reuniram com o grupo OV7 para uma turnê contendo os sucessos de ambos os grupos, até 2016.

## Integrantes
Formação: Andre Quijano, Federica Quijano, María José Loyola, Sergio O'Farrill, Rene Ortiz & Daniela Magún.

## Cópias vendidas
- 1994 Kabah: 700,000 só no México
- 1996 La calle de las sirenas 1,300,000 no México, 2,300,000 em todo o mundo.
- 1998 Esperanto 600,000 (disco duplo de ouro no México por 200,000 unidades vendidas)
- 2000 XNE 300,000 (disco de ouro no México por 75,000 unidades vendidas)
- 2002 La Vida que va 400,000 (disco de ouro no México por 75,000 unidades vendidas)
- 2003 La Vuelta al Mundo 200,000
- 2005 El Pop 500,000 (disco de platina no México por 100,000 unidades vendidas)

## Discografia

### Álbuns de estúdio
- Kabah (1994)
- La calle de las sirenas (1996)
- Esperanto (1998)
- XNE (2000)
- La vida que va (2002)
- La vuelta al mundo (2003)
- El Pop (2005)

### Coletâneas
- Solo Para Fanáticos (2001)

### Edições especiais
- El Pop ha muerto: Viva el pop! (2005)

### Colaborações
- Pide más (música para a campanha publicitária da Pepsi, Generation next)
- La Caracola (Com Boca carnosa)
- Mi generación
- Caballero de las olas tristes
- Juguemos a cantar (pot-pourri para álbum infantil de mesmo nome)
- Fox Kids (música para o extinto canal infantil FOX KIDS)
- Pescador (Kabah e outros artistas cantam na visita do Papa João Paulo II ao México).
- Todo lo que quiero eres tú
- Caminito de la Escuela
- Adiós Superman

### Trilhas sonoras
- Mi generación - Amor de estudiante
- Magos y gigantes - Siempre
- Las hijas de la madre tierra - Hijas de la madre tierra
- Big Brother México 1 - Big Brother
- Big Brother México 2 - Big Brother “El Complot”
- Big Brother VIP - Adicción
- El libro de la selva 2 - Quiero ser como tú
- Amigas y rivales - Amigas y rivales
- El Juego de la Vida - La vida que va

### DVDs
- Kabah 1994 - 2000 (Videoclipes oficiais)
- 211 Días (Documentário da turnê XNE com entrevistas e apresentações ao vivo)
- Doble Dosis (Contém uma parte do álbum "La vuelta al Mundo", os videoclipes entre 2002-2003, making of, e conteúdo exclusivo.
- El Pop ha muerto: Viva el Pop! (Edição especial do álbum "El Pop", contém a apresentação acústica ao vivo, entrevista e os clipes do álbum "El pop".
- Kabah: Sound+Music (Boxset que contém 2CDs + 1DVD)
- OV7/KABAH: EN VIVO (2015)

## Singles
Álbum: Kabah 1994
- Al pasar (1994)
- Encontré el amor (1994)
- Somos tan diferentes (1995)
- Lero, lero (1995)

Álbum: La calle de las sirenas 1996
- La calle de las sirenas (1996)
- Vive (1996)
- Fuego de gloria (Tema dos Jogos Olimpicos de verão de 1996 na Televisa)
- Estaré (1997)
- Amor de estudiante (Tema de "Mi generación" da Televisa) (1997)
- Juntos (1997)

Álbum: Esperanto 1998
- Esperanto (1998)
- Mai Mai (1998)
- Una ilusión (1998)
- Me has Roto el Corazón (1999)
- Violento Tu Amor (1999)

Álbum: XNE 2000
- Antro (2000)
- Historia de una noche (2000)
- Te necesito (2001)

Álbum: Solo Para Fanáticos 2001
- Amigas y rivales (2001)

Álbum: La vida que va 2002
- La vida que va (2002)
- Casi al final (2002)
- Esta noche (2002)

Álbum: La vuelta al mundo 2003
- Por ti (2003)
- Big Brother “El Complot” (Big Brother 2) (2003)
- Fue lo que será (2003)
- Florecitas (2004)

Álbum: El Pop 2005
- Al pasar 2005 (com Alejandra Guzmán)
- La Calle de las sirenas 2005

Álbum: El Pop ha muerto: Viva el pop! (2005) - Reedição de "El Pop"
- El mejor de los finales (Tema de despedida aos seus fãs) (2005)

## Videoclipes
- Encontré el amor
- La calle de las sirenas
- Vive
- Amor de estudiante
- Estaré
- Mai mai
- Una ilusión
- Antro
- Historia de una noche
- Te necesito
- Big Brother
- La vida que va
- Casi al final
- Esta noche
- Por ti
- Por ti (segunda versão)
- Big Brother “El complot”
- Fue lo que será
- Florecitas
- Al pasar (Con Alejandra Guzmán)
- La calle de las sirenas (2005)
- El mejor de los finales

## Contas oficiais do Twitter
- Daniela Magun
- Federica Quijano
- Apio Quijano
- María José
- Rene Ortiz
- Sergio Ofarril